# Howse Pass
Der Howse Pass ist ein Gebirgspass in den kanadischen Rocky Mountains. Er liegt auf einer Höhe von 1539 Metern auf der Grenze zwischen den Provinzen British Columbia und Alberta im Banff-Nationalpark, außerdem läuft die kontinentale Wasserscheide über den Pass. Der Pass in der Park Range wird im Osten durch den 3290 m hohen Howse Peak und im Westen durch den 3100 m hohen Mount Conway flankiert.
Der Pass wurde von dem Kartographen David Thompson nach Joseph Howse benannt, einem Pelzhändler der Hudson’s Bay Company, der den Pass im Jahr 1809 überquert hatte. Thompson selbst hatte den Pass schon zwei Jahre zuvor bei der Erforschung der Rocky Mountains im Auftrag der North West Company erreicht.
Wegen seiner Bedeutung als Teil eines traditionellen Handels- und Jagdweges der First Nations, hier der Ktunaxa in British Columbia und der Piegan in Alberta, wurde der Pass am 19. Juni 1978 von der kanadischen Regierung zur National Historic Site of Canada erklärt.